# بيتر يونغ (محام بالقضاء العالي)
بيتر يونغ (بالإنجليزية: Peter Young)‏ هو محام بالقضاء العالي أسترالي، ولد في 24 أبريل 1940 في سيدني في أستراليا.